# Orchis adenocheila
Orchis adenocheila là một loài thực vật có hoa trong họ Lan. Loài này được Czerniak. mô tả khoa học đầu tiên năm 1924.